# Charles Binger
Pour les articles homonymes, voir Binger.
Charles Binger, né à Londres en 1907 et décédé en 1974, est un artiste peintre et illustrateur britanno-américain.

## Biographie
Au cours des années 1920 et 1930, Charles Binger amorce sa carrière en réalisant des affiches de films pour la Twentieth Century Fox au Royaume-Uni. Lors de la Seconde Guerre mondiale il est membre du service d'incendie de Londres et de l'Air Sea Rescue. Il a également fourni des preuves de son art pour des campagnes publicitaires liées à l'effort de guerre, telles que la campagne anglaise des Obligations d'épargne de guerre.
Après la guerre, il déménage à New York et commence à peindre des couvertures de livres pour Colliers Magazine, Fawcett Publications, Signet Books, Pyramid Books, Pocket Books (en), Bantam Books, Avon Books, ainsi que plusieurs autres éditeurs. Son art de la couverture orne alors des livres d'auteurs importants, notamment Nathanael West, Aldous Huxley, John Collier, Ray Bradbury et Erle Stanley Gardner.
Binger continue également à peindre des affiches pour des films hollywoodiens, tels que Le Chant de Bernadette (The Song of Bernadette, 1943), Titanic (1953), Rivière sans retour (River of No Return, 1954), L'Odyssée du sous-marin Nerka (Run Silent, Run Deep, 1958) et Les Comancheros (The Comancheros, 1961).
Il est aussi connu pour ses dessins de pin-up, ainsi que ses couvertures destinées à des pulps.
Il travaille jusqu'en 1970 et meurt en 1974.
Une rétrospective majeure de son travail a eu lieu à Los Angeles en 2011.

## Œuvres

### Galerie

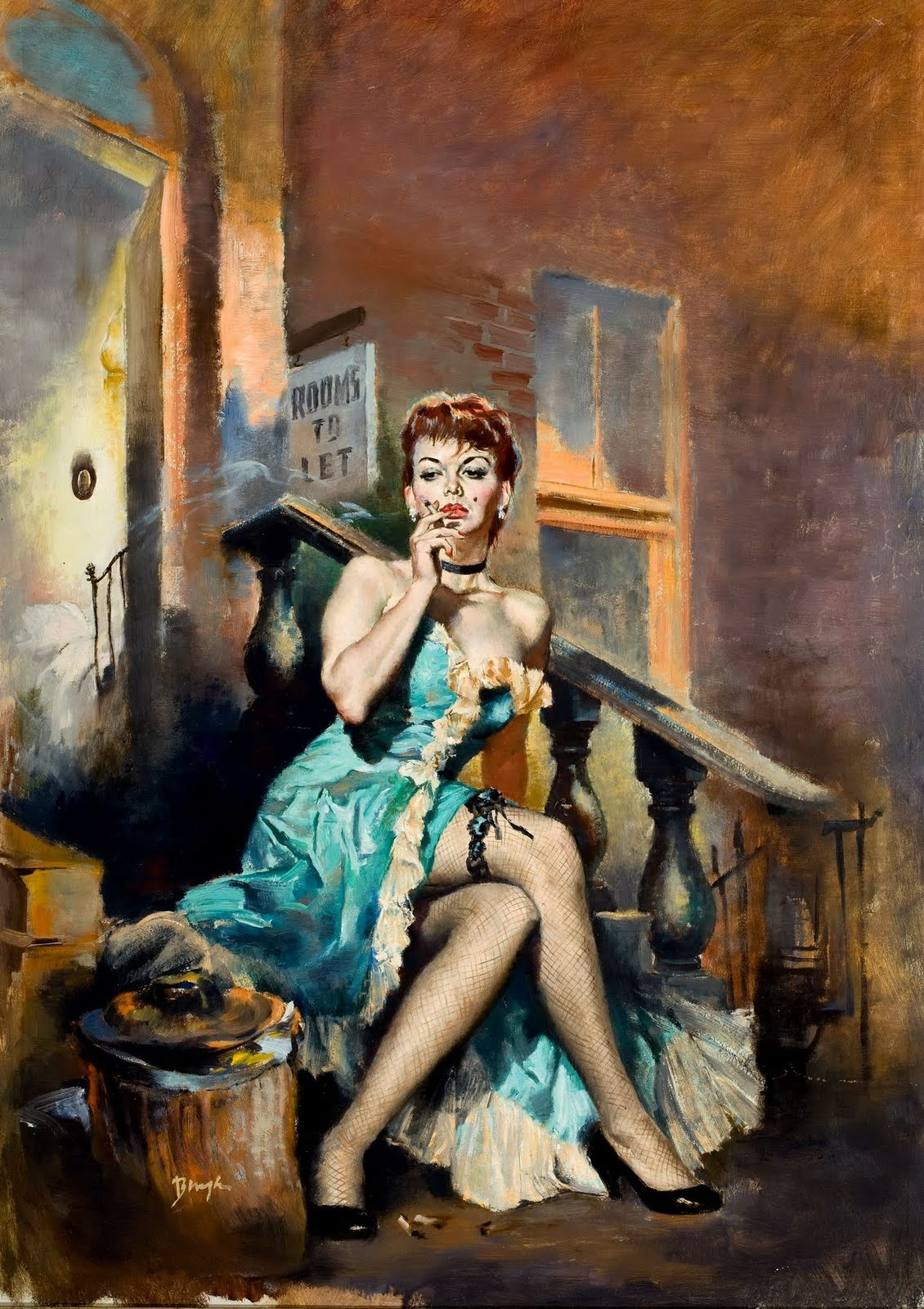
Murder Won't Out, 1953
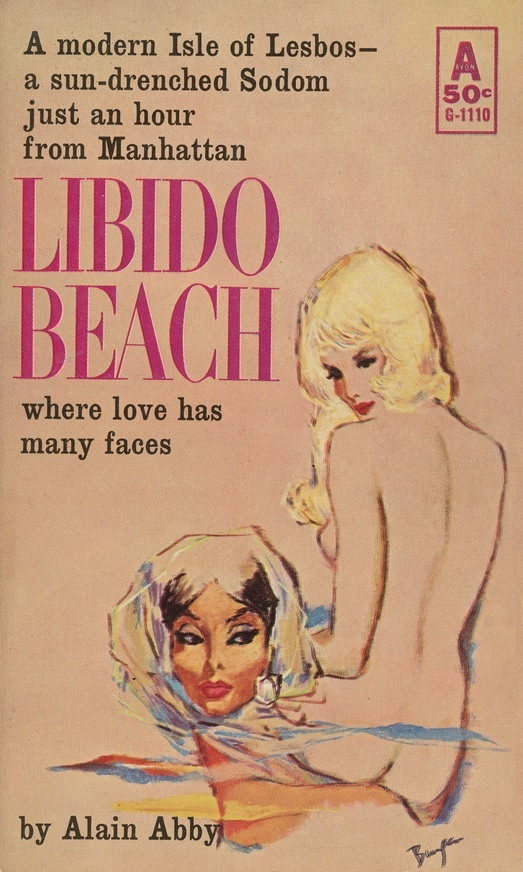
Libido Beach, 1962